# Ian Wilmut
Ian Wilmut, né le 7 juillet 1944 à Hampton Lucy (Royaume-Uni) et mort le 10 septembre 2023, est un embryologiste britannique. 
Il dirige le centre de médecine régénérative du Medical Research Council (Conseil de la recherche médicale) de l'université d'Édimbourg[Quand ?]. Il est surtout connu en tant que chef de groupe de recherche qui en 1996 clona le premier mammifère à partir d'une cellule somatique adulte, une brebis nommée Dolly. 
On lui décerne le titre d'officier de l'ordre de l'Empire britannique en 1999 pour reconnaître ses services au développement embryonnaire. En 2008, il est fait chevalier.

## Carrière
Né dans le Warwickshire au Royaume-Uni, Ian Wilmut est élève d'une école à Scarborough où enseigne son père. Il envisage d'abord de se lancer dans la marine, une carrière rendue impossible par son daltonisme. En 1966, Wilmut passe huit semaines au laboratoire de Christopher Polge, à qui on reconnaît la mise au point de la technique de cryopréservation en 1949. L'année suivante, Ian Wilmut rejoint le laboratoire de Podge pour entreprendre une recherche doctorale, qu'il achève en 1971. Depuis ses études, Wilmut s'engage dans des recherches concentrées sur les gamètes et l'embryogenèse, comprenant des travaux à l'Institut Roslin. En 1998, il reçoit la récompense du Lord Lloyd of Kilgerran.
Ian Wilmut dirige le groupe de recherche qui, en 1996, effectue le premier clonage d'un mammifère, une brebis nommée Dolly, pour lequel il reçoit le prix Paul-Ehrlich-et-Ludwig-Darmstaedter en 2002. En 2003, Dolly meurt d'une maladie respiratoire, et en 2008 Wilmut déclare qu'il abandonnera la technique du transfert de noyau de cellules somatiques, par laquelle Dolly a été créée, en faveur d'une autre technique développée par Shinya Yamanaka. On s'est servi de cette méthode chez les souris pour obtenir des cellules souches pluripotentes (à plusieurs pouvoirs) à partir de cellules de peau adultes différenciées, évitant ainsi le besoin de générer des cellules souches embryonnaires. Wilmut croit que cette technique est plus prometteuse en ce qui concerne le guérison de maladies dégénératives telles que la maladie de Parkinson et pour soigner les victimes d'apoplexies ou crises cardiaques.
Il reconnaît en 2006 n'avoir joué qu'un rôle secondaire dans la recherche ayant permis la naissance de Dolly, attribuant 66 % du mérite à son confrère Keith Campbell. Alors chef du laboratoire, il n'aurait que supervisé les recherches aboutissant au clonage.
Ian Wilmut préside jusqu'à sa mort à la Biologie Reproductive du centre de médecine régénératrice du Medical Research Council à l'Université d'Édimbourg et est fait chevalier en 2008 pour ses services au savoir et à la science.
Il meurt le 11 septembre 2023 à l'âge de 79 ans des suites de la maladie de Parkinson.

## Distinctions
- Ordre de l'Empire britannique
- Royal Society
- Royal Society of Edinburgh[6]
- 2008 : Prix Shaw en sciences de la vie et médecine[7]